# 하이드어웨이 (1995년 영화)
《하이드어웨이》(영어: Hideaway)는 미국에서 제작된 브렛 레너드 감독의 1995년 공포 영화이다. 딘 쿤츠의 동명 소설이 원작이다. 제프 골드블룸, 크리스틴 라티, 얼리샤 실버스톤, 제러미 시스토, 앨프리드 몰리나 등이 출연하였고, 제리 A. 베어위츠 등이 제작에 참여하였다. 한 골동품상이 죽음에서 돌아온 후 전혀 모르는 사이인 10대 살인마와 감각을 공유하게 된다.

## 줄거리
10대 악마 숭배자 버사고는 어머니와 여자 형제를 존속 살해한 후 사탄에게 바치고, 주기도문을 거꾸로 외운 뒤 의식용 칼(athame)로 자살을 감행했다가 되살아난다. 곧 버사고와 서로 전혀 모르는 사이였던 골동품상 해치가 교통 사고로 죽었다가 임사 체험을 거쳐 이 세상으로 돌아온다.
해치는 점차 자신이 버사고와 감각을 공유하게 된 것을 깨닫게 된다. 후에 해치와 버사고에게는 이들을 되살려낸 의사가 버사고의 친아버지라는 공통점이 있다는 사실이 밝혀진다. 버사고는 아직 처녀인 주인공의 큰 딸 리지나를 죽여 자신의 '작품'을 완성시키려고 한다.
버사고는 지옥과, 해치는 천국과 연결돼있는 상태라 마지막엔 두 세계 간에 큰 싸움이 벌어진다. 몇 년 전에 사망하여 천국에 갔으며 해치 곁에 수호천사처럼 있던 막내딸 서맨사가 이 전투를 승리로 이끈다.

## 출연
- 제프 골드블룸 - 해치 해리슨 / 유리얼 역
- 크리스틴 라티 - 린지 해리슨 역
- 얼리샤 실버스톤 - 리지나 해리슨 역
- 제러미 시스토 - 버사고 / 제러미 나이번 역
- 앨프리드 몰리나 - 조너스 나이번 의사 역
- 레이 돈 총 - 로즈 오웨토 역
- 케네스 웰시 - 브리치 형사

## 기타 제작진
- 협력 제작: 보 세인트클레어
- 배역: 어맨다 맥키 존슨, 캐시 샌드리치
- 미술: 마이클 S. 볼턴
- 의상: 모니크 프뤼돔
- 특수 효과: 팀 맥거번
- 시각 효과: 팀 밀러